# Mont Akagoura
Le mont Akagoura (赤川浦岳, Akagouradake) est une montagne du Japon située dans les monts Sobo. Culminant à 1 232 mètres d'altitude, elle fait partie de la municipalité de Takachiho dans la préfecture de Miyazaki.